# 崇安石龙子
崇安石龙子（学名：Plestiodon popei）为石龙子科石龙子属的爬行动物。在中国大陆，分布于福建等地，多见于山地。该物种的模式产地在福建崇安（现为武夷山市）。

## 保护
本种于2023年被收录入《有重要生态、科学、社会价值的陆生野生动物名录》。